# Дубовики (Днепропетровская область)
Дубо́вики (укр. Дубовики) — село в Николаевском сельсовете Васильковского района Днепропетровской области Украины.
Код КОАТУУ — 1220786604. Население по переписи 2001 года составляло 524 человека, по данным 2025 года составляет 422 человека. 

## Географическое положение
Село Дубовики находится в 2,5 км от левого берега реки Чаплина, примыкает к селу Медичное. По селу протекает пересыхающий ручей с запрудой.

## Транспорт
Через село проходят автобусы 10005, 11591.

## Объекты социальной сферы
- Дубовиковская средняя общеобразовательная школа.